# 崇貞学園
座標: 北緯39度55分12秒 東経116度26分29秒 / 北緯39.92000度 東経116.44139度
崇貞学園（すうていがくえん）とは、中華民国北京市朝陽区に1921年から1945年まで存在した学校及びその運営団体。 日本人の教育家、清水安三によって創設された。戦後は、北京市女子第四中学、朝暘中学、北京市陳経綸中学と名称を変えている。

## 概要
1915年に専門学校令による同志社大学神学部を卒業し牧師になった清水は、1920年代に入り自らが尊敬していた鑑真の思想を手本とし教育援助のため中国に渡ることを決意する。当時北京のスラム街と化していた朝陽門外において、教育を受けることさえままならなかった多くの女性たちに無償で生活のための刺繍などを指導するために建設した学校が崇貞学園であった。また当時、日本の統治下にあった朝鮮の女性を北京の学校では唯一受け入れ、創氏改名によって日本名を名乗らざるを得なかった女性たちのことも朝鮮名で呼んだ。この学校では他の学校とは違い、戦争後の朝鮮独立などを見据え、女性の社会進出なども考えた上で女子教育を行っていた。しかし教育方針が日本の皇民教育に反していたためか、清水は一度憲兵に連行されるも後になんとか釈放された。
1945年9月、第二次世界大戦に敗戦した日本は中国の領地を全て返還しなければならなくなり、清水を含む在留日本人は接収引揚げを余儀なくされたため、やむなく崇貞学園を手放し日本に引揚げた。 
帰国後、清水は崇貞学園の理念を日本でも実現すべく東京都町田市に桜美林学園を創設している。

## 北京女四中・朝陽中学
戦後は北京市教育局の管轄となり、北京市女子第四中学（北京女四中）へ改名された。1954年には重点中学となり、1976年には朝陽中学と改名した。

## 北京市陳経綸中学

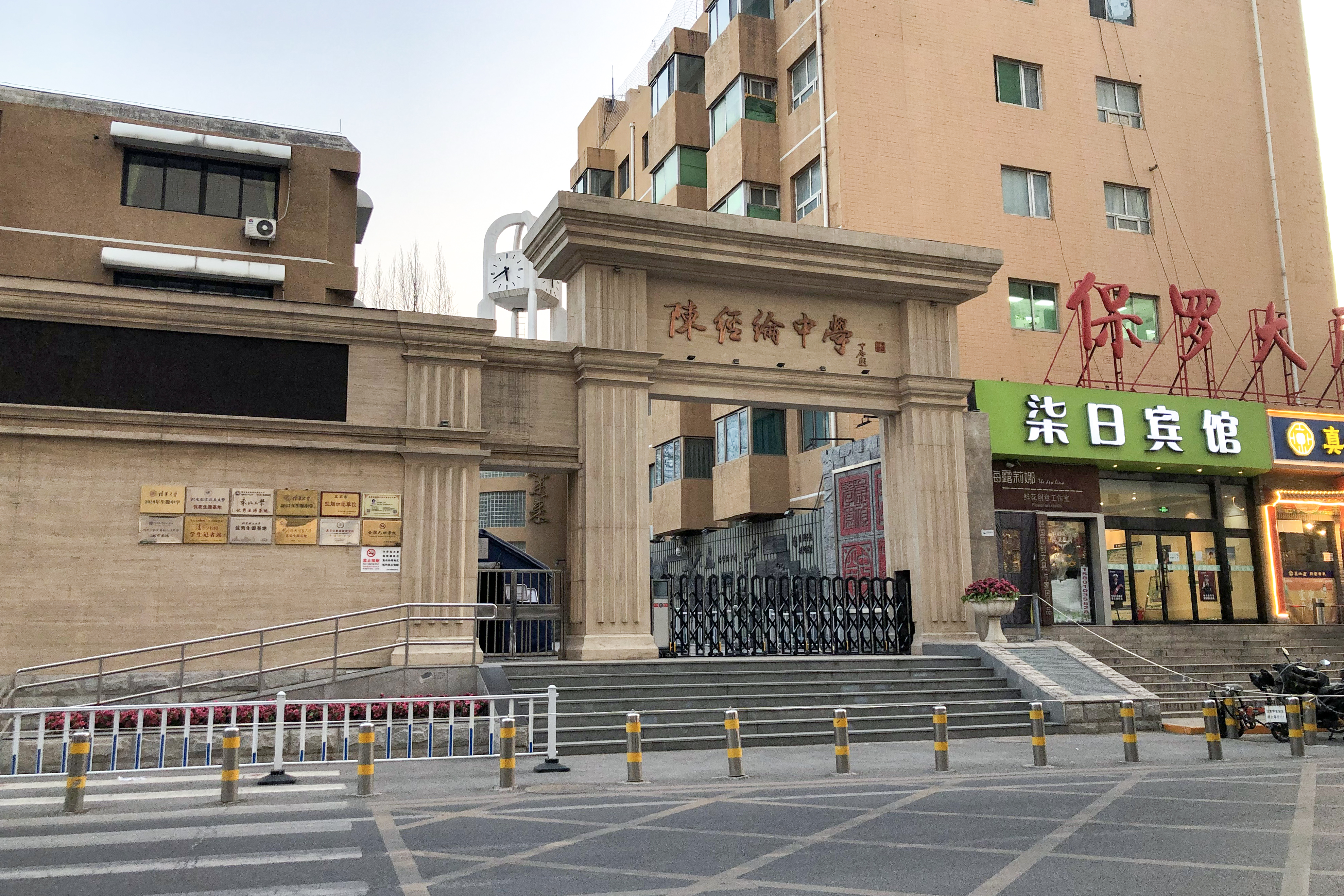
陳経綸中学

香港の企業家・陳経綸（Chan King LuenまたはChen Jing Lun）が２千万元を投資して旧校舎を改築して1991年からは北京市陳経綸中学と改名された。2003年には９年一貫教育の3分校も作られ、現在は朝陽区唯一の、小学校から高等学校までの12年間一貫教育を行う学校。 
中国の女子バレーボール選手、郎平の出身校。学校内に室内プール（一般開放）があることで有名。

## 関連書
- 清水安三『朝陽門外 (桜美林大学叢書 8) 』 2021/12/23